# Betonica ossetica
Betonica ossetica (russisch Буквица осетинская) ist eine Pflanzenart aus der Gattung der Betonien (Betonica) innerhalb der Familie der Lippenblütler (Lamiaceae). Diese endemische Hochgebirgs-Pflanze kommt in ihrem Lebensraum selten vor und besiedelt ausschließlich alpine Steinhalden des Zentralen Großen Kaukasus.

## Beschreibung

### Unterscheidung zu verwandten Arten
Mit den beiden eng verwandten kaukasischen Arten Betonica nivea und Betonica abchasica teilt Betonica ossetica die schmalen eilanzettlichen Laubblätter, die auf der Unterseite bei Betonica ossetica gräulich, bei den beiden anderen Arten schneeweiß sind. Auch ist die etagenweise Anordnung der wenigblütigen Scheinquirle und großen Blütenkronen auffällig. Insgesamt werden die Arten damit leicht angesprochen und unterscheiden sich untereinander in ihrer Blütenfarbe, Größe und Art der Behaarung. Für Betonica ossetica ist die gelb-weiße Blütenfarbe und die Blattunterseite mit langen weißen Haaren auffälligstes Unterscheidungsmerkmal. Für Betonica nivea und Betonica abchasica sind filzige Sternhaare auf der Blattunterseite und violett- oder rosafarbene Blütenkronen Merkmale in der taxonomischen Ansprache. Betonica ossetica kann dabei aber auch leicht aus größerer Entfernung angesprochen werden. Nur sie besitzt einen längeren Stängel, an dem die Scheinquirle mit deutlichen Abstand in auffallenden Etagen angeordnet sind.

### Vegetative Merkmale
Betonica ossetica ist eine ausdauernde krautige Pflanze und erreicht Wuchshöhen von 30 bis 50 Zentimetern. Sie bildet ein unterirdisches, knotiges Rhizom als Überdauerungsorgan aus. Der steife, aufrechte, einfache und robuste Stängel ist mit rückwärts gerichteten langen Gliederhaaren bedeckt. Die einfachen, gestielten, grobgekerbten bis rundgezahnten und rundspitzigen, unebenen, runzeligen Laubblätter stehen in einer grundständigen Rosette zusammen und sind gegenständig am Stängel verteilt angeordnet. Die zahlreichen Grundblätter sind bei einer Länge von 9 bis 20 Zentimetern sowie einer Breite von 2,5 bis 3 Zentimetern eilanzettlich. Die Stängelblätter sind den Grundblättern ähnlich, aber kleiner; das oberste ist klein und eiförmig; die unteren Stängelblätter sind lang gestielt, oberseits grün, unterseits nur dünn behaart mit langen weißen Haaren. Die gefiederte Nervatur ist oberseits reliefartig eingeprägt.

### Generative Merkmale
Die Blütezeit liegt im Juli. Der verzweigte Blütenstand besteht aus deutlich abgesetzten Scheinquirlen, die jeweils wenige Blüten enthalten. Die eilanzettlichen Tragblätter sind länger behaart.
Die zwittrigen Blüten sind zygomorph mit doppelter Blütenhülle. Die Kelchblätter sind glockig verwachsen, insbesondere im oberen Bereich dicht mit langen steifen Haaren besetzt und die Kelchzähne sind eilanzettlich mit pfriemlichem oberen Ende. Die weiß-gelbe, zweilippige Blütenkrone, mit langer haariger Kronröhre, ist dreimal länger als der Kelch und in der typischen Form der Lippenblütler. Die 4 Staubblätter sind didynamisch. Der Fruchtknoten ist oberständig.

## Vorkommen
Betonica ossetica wächst nur im zentralen Großen Kaukasus, sie ist ein Endemit mit disjunktem Areal (das bedeutet: aus mehreren, räumlich getrennten Teilgebieten bestehend).
Die Art ist aus folgenden Gebieten nachgewiesen: in Georgien: Süd-Ossetien, in Russland: Nordossetien-Alanien, Inguschetien, Tschetschenien. Betonica ossetica gedeiht im Gebirge in Höhenlagen von 1200 bis 1600 Metern.
Für Tschetschenien sind als Fundorte angegeben: Schatoiski rajon, Itum-Kalinski, Scharoiski sowie Wedenski.
In der Republik Inguschetien tritt Betonica ossetica nur disjunkt, also in mehreren Teilgebieten auf; im Einzugsgebiet des Armchi (russ. Армхи) und auf den Hängen Skalistogo Kammes (russ. Скалистого хребта) bei Zei-Lam (russisch Цей-Лам).

### Standortbedingungen
Betonica ossetica hat xerophytische Blattmerkmale, was sie als eine trockenliebene Art kennzeichnet. Sie wächst in subalpinen und alpinen Trockenhabitaten. Dort ist sie auf Schutthalden und spaltengründige Fels-Standorte beschränkt.
Sie ist als Xerophyt auf feinerdearme Schutthalden als ausgesprochene Lichtpflanze spezialisiert und erreicht dort nur eine geringe Populationsdichte.

### Gefährdung

Gefährdungskategorie nach IUCN für Betonica ossetica

Betonica ossetica wird in der Roten Liste der Republik Inguschetien in die Gefährdungsstufe 3, gefährdet (vulnerable) gestellt. Da sie hier auf Skelettböden und Hangschutt beschränkt ist, werden die Populationen nur von wenigen Individuen aufgebaut. Als Hauptgefährdung der hochdekorativen Art wird das Aufsammeln für Blumensträuße sowie allgemein menschliche Tätigkeiten angegeben. Die Art ist aufgrund ihres disjunkten Vorkommens als gefährdet eingestuft.
Für die Republik Tschetschenien ist sie in der dortigen Roten Liste im Status 3 eingestuft.

## Taxonomie
Die Erstbeschreibung erfolgte 1936 als Betonica nivea subsp. ossetica durch Joseph Friedrich Nicolaus Bornmüller auf der Basis von Herbar-Material aus dem Tal des Archodon in Ossetien, das von V. V. Marcowicz 1898 gesammelt wurde.
Bornmüller fand die vorher zu Betonica nivea gestellten Herbarbelege bei der Durchsicht von Herbarbögen im Botanischen Institut Berlin-Dahlem und schied dabei nicht nur Betonica ossetica, sondern ebenso Betonica abchasica aus. Im Unterschied zu B. abchasica ist B. ossetica größer wachsend sowie gelbblühend. Die beiden letztgenannten Arten haben gegenüber B. nivea dann längere Kelchzähne. Das Typusmaterial liegt in Tbilisi.
Die Neukombination zu Betonica ossetica erfolgt 1951 durch Leonida Semenowna Chintibidse in Zametki po sistematike i geografii rasteniĭ 16: 31.

## Zierpflanze
Betonica ossetica wurde schon von Bornmüller als „einer durch große Blüten und dichten weißen Filz der Blattunterseite auffallend schönen Art“ ein gartenwürdiger Status zuerkannt. In Deutschland ist die Art als Stachys discolor im Umlauf. Auch im großen Vergleichs-Sichtungstest des Chicagoer Botanischen Gartens gartenwürdiger Betonien (als Stachys) wurde diese Pflanzenart empfohlen.
Betonica ossetica blieb dennoch in Deutschland relativ selten, dagegen wird sie in den angelsächsischen Ländern öfter als Alpin-Staude angeboten.